# Gesetzbuch
Ein Gesetzbuch (kurz GB, auch Kodex oder Gesetzessammlung) bezeichnet eine Kodifikation eines größeren Teilgebietes des Rechts. Es gibt Strafgesetzbücher, Zivilgesetzbücher (z. B. Bürgerliches Gesetzbuch), Familiengesetzbücher, Arbeitsgesetzbücher, Prozessgesetzbücher etc.
Gesetzbücher gibt es seit der Entstehung des Alten Testaments. Unter Napoléon Bonaparte entstanden in Frankreich zu Beginn des 19. Jahrhunderts der Code civil und der Code pénal als Gesetzbücher.